# Phobetus ciliatus
Phobetus ciliatus är en skalbaggsart som beskrevs av Barrett 1935. Phobetus ciliatus ingår i släktet Phobetus och familjen Melolonthidae. Inga underarter finns listade i Catalogue of Life.